# Eusebio Ayala (distrito)
Eusebio Ayala é um distrito do Paraguai, localizado no departamento de Cordillera.

## Transporte
O município de Eusebio Ayala é servido pelas seguintes rodovias:
- Caminho em terra ligando a cidade ao município de Tobatí
- Caminho em pavimento ligando a cidade ao município de Caraguatay
- Ruta 02, que liga o município de Coronel Oviedo (Departamento de Caaguazú) a Assunção[1][2][3]